# Konrád II. Mazovský
Konrád II. Mazovský (polsky Konrad II czerski; asi 1250 – 1294) byl kníže mazovský a płocký (1264–1275), czerský (1275–1294) a sandoměřský (1289).
Byl starším synem mazovského knížete Zemovíta I. a jeho manželky Pereslavy, dcery Daniela Haličského. V roce 1262 byl během litevského vpádu do Mazovska zaskočen spolu se svým otcem v malém hradu Jazdowie. Zatímco Konrádův otec zde byl zabit, Konrád strávil následující dva roky v litevském zajetí. Po návratu ze zajetí se ujal vlády a kolem roku 1270 se oženil s Hedvikou, dcerou lehnického knížete Boleslava Rogatky. Ve válkách o dědictví babenberské byl spolu s malopolským knížetem Boleslavem Stydlivým, velkopolským knížetem Boleslavem Pobožným a sieradským knížetem Leškem Černým součástí prouherské koalice. V roce 1271 se spolupodílel na výpádu této koalice proti vratislavskému knížeti Jindřichovi IV.
V roce 1274 se stal plnoletým jeho mladší bratr Boleslav. Konrád Boleslavovi vyčlenil část Mazovska s Płockem, zatímco sám se spokojil se zbývající částí knížectví s Czerskem. Boleslav toto rozdělení neuznal, což vedlo k dlouholetému vojenskému konfliktu mezi oběma bratry, který vedl ke zpustošení knížectví. Když 7. prosince 1279 zemřel kníže Boleslav Stydlivý, znemožnila občanská válka v Mazovsku vystoupit Konrádovi s nároky na malopolské dědictví. Přesto se v dalších letech Konrád několikrát pokusil o jeho získání. Teprve Leškova smrt 30. září 1288 otevřela před Konrádem nové možnosti a on se ve spolupráci s Vladimírem Haličským pokusil o získání Malopolska.
Konrád zemřel buď 23. června nebo 21. října 1294 a byl pohřben ve Warce nedaleko Czerska. Své dědictví odkázal svému bratru Boleslavovi se kterým skoro celý svůj život válčil. Z manželství s Hedvikou, dcerou lehnického knížete Boleslava Rogatky se narodila dcera Anna, která se před rokem 1292 provdala za Přemka Ratibořského.